# Hackney Central
Hackney Central (anticamente noto come Hackney Village o Hackney Proper) è il quartiere centrale del borgo di Hackney a Londra. Si trova a più di 6 km a nord est di Charing Cross.
La zona di Hackney Village fiorì nel cosiddetto periodo Tudor, quando i principali membri della Corte (tra cui il re Enrico VIII d'Inghilterra che ebbe un palazzo, che si trova nei pressi dell'attuale rotonda di Lee Bridge Road) iniziarono a costruire le loro case nella zona circostante. Hackney Central rimase una popolare località turistica per i londinesi fino alla fine dell'era georgiana, quando questo sobborgo di Londra cominciò ad essere completamente costruito; inoltre, durante l'epoca vittoriana, ferrovie, tram e fabbriche portarono la fine all'atmosfera rurale che caratterizzava Hackney e le sue fortune sono diminuite.
Le industrie della vicina Homerton e Lee Valley sono in gran parte scomparse, lasciando il NHS e consiglio locale come il più grande datore di lavoro. Successive ondate di immigrati, sia provenienti dall'estero e dal Regno Unito, hanno reso la moderna Hackney una parte culturalmente vivace dell'Inner London, con entrambi i benefici e le sfide che questo comporta.
L'ampia ricostruzione post-bellica ha sostituito gran parte del patrimonio edilizio di Hackney Central, ma gli edifici in stile georgiano e le ville a schiera in stile vittoriano che rimangono sono diventati ancora popolari.

## Geografia fisica
Hackney Central è il convenzionalmente considerato il centro geografico del borgo londinese di Hackney, e infatti, anche prima della riorganizzazione del consiglio della Contea di Londra (London County Council) nel 1899, il quartiere era considerato essere "Hackney" per antonomasia; tuttavia spesso ci si riferiva a questo quartiere come Hackney Proper ("Vero Hackney"), specialmente, per distinguerlo da altri insediamenti contigui, come South Hackney, West Hackney e Hackney Wick.
Fino al 1835 le zone di Hackney Proper, Homerton, Upper e Lower Clapton, Dalston, De Beauvoir Town, Stamford Hill e Kingsland tutto costituivano la Parrocchia di Hackney.
Da allora, l'utilizzo del termine è stato esteso per indicare, in primo luogo, nel 1899, il borgo metropolitano, e poi, dopo il 1965, il borgo londinese.
Il municipio di Hackney (Hackney Town Hall) si trova a circa 8 km a nord-est di Charing Cross, e a 6 km dal City Hall, vicino al Tower Bridge.

## Storia

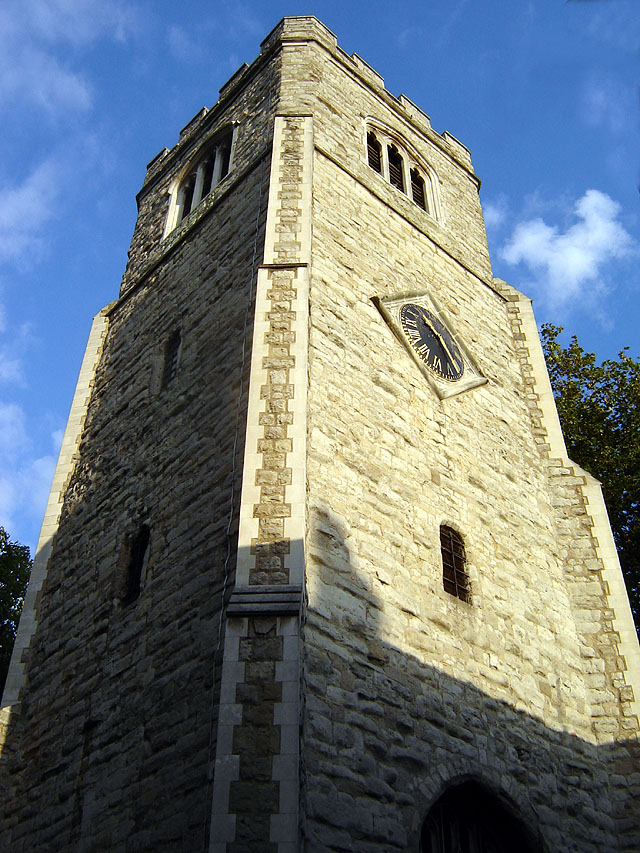
La Torre di Sant'Agostino, datata al XIII secolo, è l'edificio più antico di Hackney Central. La torre è tutto ciò che rimane dell'originale parrocchia medievale, che è stata demolita nel 1789

Nel 1727, Daniel Defoe disse del villaggio di Hackney:

All these, except the Wyck-house, are within a few years so encreas'd in buildings, and so fully inhabited, that there is no comparison to be made between their present and past state: Every separate hamlet is encreas'd, and some of them more than treble as big as formerly; Indeed as this whole town is included in the bills of mortality, tho' no where joining to London, it is in some respects to be call'd a part of it.
This town is so remarkable for the retreat of wealthy citizens, that there is at this time near a hundred coaches kept in it; tho' I will not join with a certain satyrical author, who said of Hackney, that there were more coaches than Christians in it.

### Le origini
Hackney Central è sostanzialmente invariato sin dal epoca romana, con la Ermine Street che passa ad ovest del quartiere. Il terreno era coperto da boschi di querce e noccioli, con paludi intorno ai fiumi e torrenti che attraversavano la zona. Hackney giaceva nel territorio tribale Catevallauni.
Il nome Hackney deriva dal nome dell'insediamento sassone del V o VI secolo conosciuto come Haca's ey, che significa rialzato in terreno paludoso. Ciò era dovuto alla vicinanza del fiume Hackney Brook ed era probabilmente situato sul terreno più elevato intorno al terreno che successivamente avrebbe ospitato la Torre di Sant'Agostino. Hackney non venne espressamente menzionato nella Domesday Book normanno, in quanto a quel tempo faceva parte del feudo di Stepney.

### Periodo dei Tudor e degli Stuart
Poco rimane dell'antica Hackney, tranne la Torre di Sant'Agostino, del periodo Tudor, che sopravvive come il più antico edificio di Hackney, e la rete stradale medievale. Il cimitero, l'Hackney Brook e i villaggi circostanti hanno impedito l'espansione di Hackney, e nel 1605 il paese aveva un valore giudicato inferiore a quello delle altre divisioni della parrocchia di Stepney.
Durante il periodo dei Tudor, pur essendoci una serie di eleganti case lungo Church Street, molti cortigiani Tudor vivevano nella vicina Homerton. Sul sito del Brooke House College, a Lower Clapton (quartiere al confine con Hackney Central), Enrico VIII d'Inghilterra fece costruire il palazzo dove successivamente la figlia Maria fece il Giuramento di Supremazia.
Un ulteriore gruppo di case esisteva sin dall'epoca medievale, nella zona dove Well Street incrocia Mare Street. A nord-est da qui, su un campo libero, la famiglia Loddiges fondò il loro vasto vivaio nel XVIII secolo.
A seguito della peste del 1665 e il grande incendio di Londra l'anno successivo, scoppiati sotto il regno di re Carlo II, la concezione della vita in campagna è divenuta più attraente agli occhi degli abitanti delle città: pertanto un gran numero di residenti benestanti delle città incominciato a spostarsi verso luoghi di campagna, come a quel tempo era Hackney Village, per vivere l'attraente vita di paese. Questa tendenza è, successivamente, proseguita nel periodo georgiano. Daniel Defoe, che risiedeva a Stoke Newington, nel 1720, descrisse Hackney come una località comprendente di "dodici piccoli borghi" che "aveva tanti cittadini ricchi quanti ne conteneva quasi un centinaio di carrozze". Importanti residenti di Hackney furono il Governatore della Banca d'Inghilterra, che ha vissuto nella Hackney House della vicina Clapton, nel 1745, e il fondatore capo dell'Onorevole compagnia delle Indie orientali.

### Periodo georgiano
Entro il 1724, il borgo era ancora costituito da una linea ininterrotta di edifici, con ampi giardini dietro le case e locande, su una singola strada (a eccezione dal sagrato e dal ruscello).
La chiesa del XVI secolo, nonostante le navate in fase di installazione, era divenuta troppo piccola per le esigenze della parrocchia e il parlamento, nel 1790, approvò una petizione per una moderna chiesa più grande: nel 1791 su un campo a nord-est della vecchia chiesa incominciò la costruzione di questa nuova chiesa, ma essendo stata la costruzione interrotta più volte a causa dei fallimenti dei costruttori, non definitivamente completata fino al 1812-13, quando furono aggiunte la torre e portici. Un ulteriore disastro che ha colpito la chiesa fu un incendio nel 1955.
Nel cimitero si trova la tomba di Francis Beaufort, ideatore della scala di Beaufort e quella di John Hunter, secondo governatore del Nuovo Galles del Sud. Anche la famiglia Loddiges ha una tomba nel cimitero e memoriali all'interno della chiesa. Il registro sepoltura parrocchia registra la morte di Anthony, a poore old negro, aged 105 ("Anthony, un povero vecchio nero, di 105 anni") nel 1630: pur essendo questo tutto ciò che si sa di Anthony, è lui il primo residente nero di Hackney ad essere registrato.

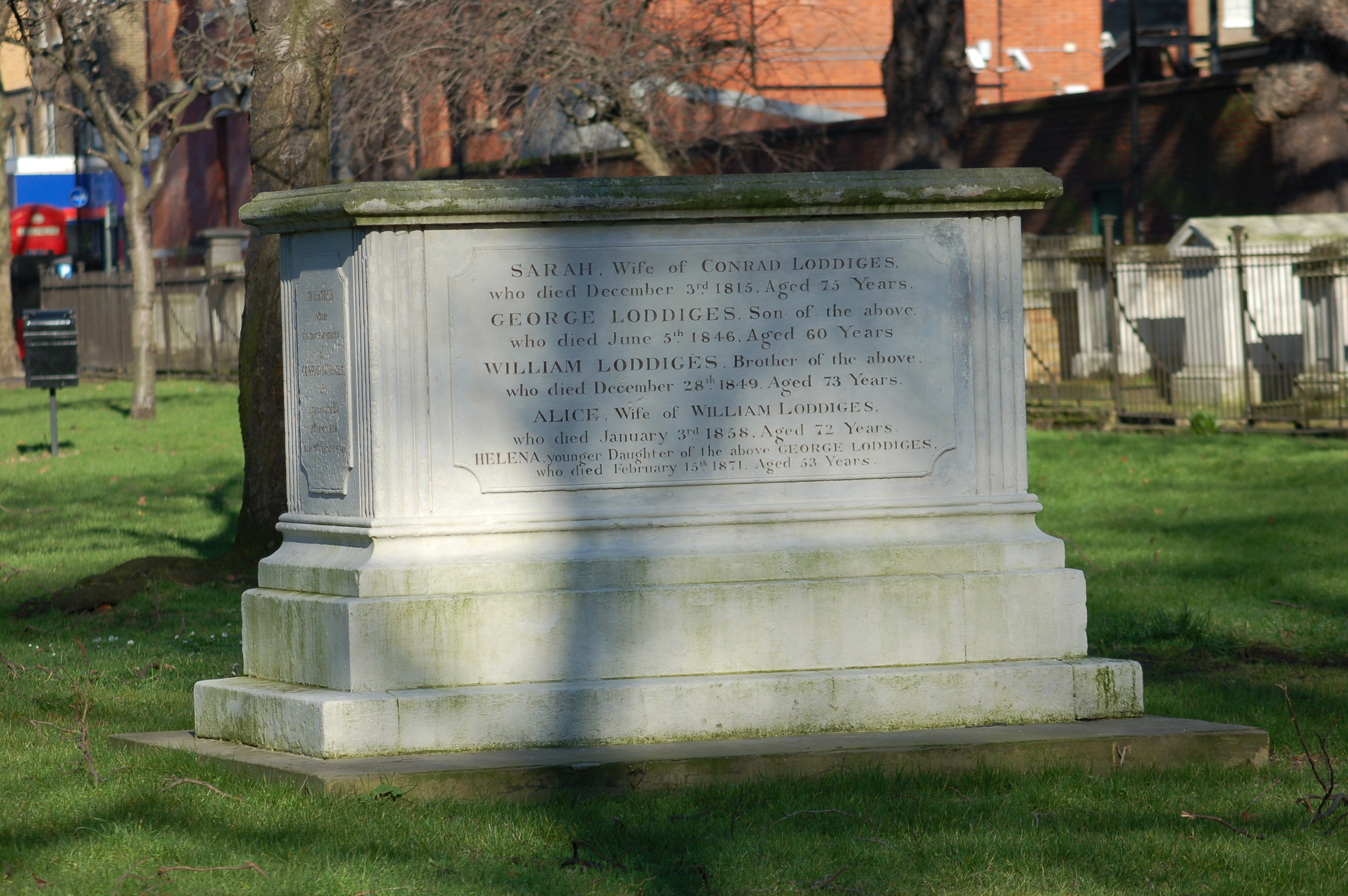
Tomba della famiglia Loddiges nei giardini della chiesa di St John

I villaggi di Hackney, Lower Clapton e Homerton rimasero separati dai campi agricoli anche nel XIX secolo: ad Hackney, artigiani e operai vivevano in case attorniate da grandi giardini e mancava sia lo spazio che la volontà di una profonda ristrutturazione del villaggio. L'unico atto di novità apportato nel quartiere fu la costruzione, nella parte meridionale di Mare Street, nel 1800, di una piazza, St Thomas' Square, in stile georgiano.
Il palazzo degl'inizi del XVIII secolo che si trova al 195 di Mare Street era una volta la sede della Società delle signore britanniche per la Promozione della Riforma delle detenute (British Ladies' Society for Promoting the Reformation of Female Prisoners) di Elizabeth Fry. Ad oggi, questo edificio, che è occupato dal New Landsdown Club, è un monumento classificato di grade II*, ma, essendo in cattive condizioni, è segnalato sul registro dell'English Heritage come edificip a rischio.
La ricostruzione della Chiesa, su un campo a nord del villaggio ha alterato il corso della strada e ha permesso la creazione di Clapton Square nel 1816, nella vicina Lower Clapton. Gran parte della zona a nord e ad est del cimitero ora forma il Clapton Square Conservation Area, designato nel 1969 a protezione dell'architettura dell'area.

### Hackney in età vittoriana

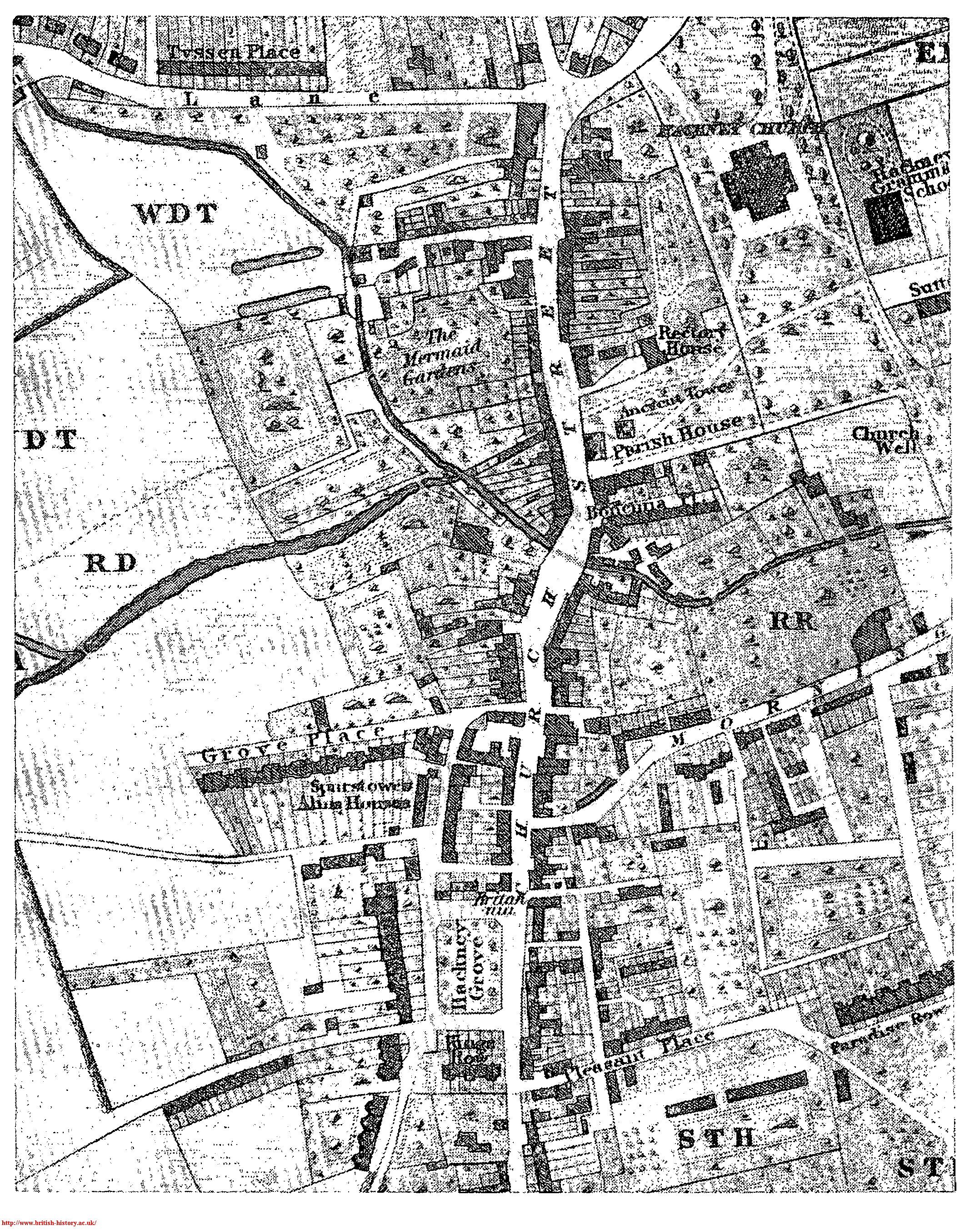
Mappa del 1830 di Hackney Village

Durante l'epoca vittoriana, molti dei vecchi edifici sono stati demoliti per lasciar posto a strade di case a schiera.
Il passaggio da borgo rurale a urbano è stato segnato dall'arrivo della ferrovia nel 1850, con un grande ponte ferroviario in ferro che attraversa Mare Street. I tram hanno cominciato a fare la loro comparsa sulle strade nel 1870 e un deposito di tram è stato aperto nel 1882 su Bohemia Place.
Un maggiore accesso al quartiere e la tombinatura del Hackney Brook nel 1859-60 ha portato alla creazione del sistema stradale che è tuttora esistente.
Molti vecchi edifici furono abbattuti per intensificare lo sviluppo e per fare spazio per l'ampliamento delle strade e della ferrovia. Nel 1802, l'Old Town Hall è stato costruito sul sito della sacrestia , presso la Torre. A questo è stata ricostruita una nuova facciata in stile barocco nel 1900. Tuttavia, a sua volta, questo edificio è stato sostituito in quanto troppo piccolo per le esigenze del borgo, e il centro politico si è spostato verso l'attuale Town Hall (1937).
Con l'inizio del XX secolo, solo St Johns Gardens, Clapton Square e le zone intorno alla chiesa del 1791 sono rimaste spazi pubblici aperti.

## Luoghi notevoli

### Town Hall Square

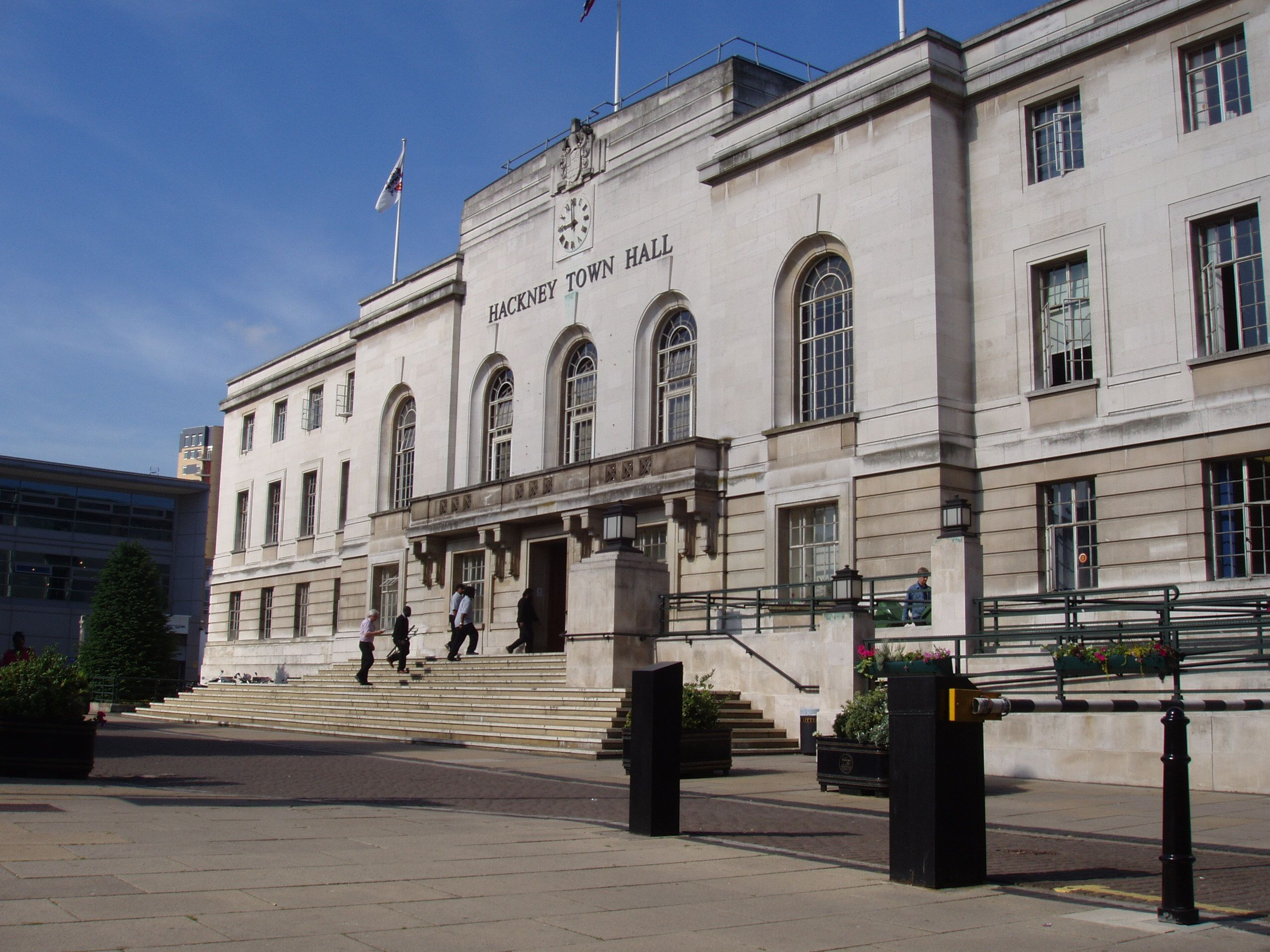
Municipio di Hackney

Nella zona a sud della stazione di Hackney Central, la Mare Street tange ciò che viene considerato il "quartiere culturale" di Hackney, ovvero Town Hall Square. Il lato nord di questa piazza è dominata dal Hackney Empire, auditorium progettato dall'architetto Frank Matcham nel 1901 e oggi monumento classificato di "grado II*", sul cui palco sono apparse personalità come Charles Chaplin e Marie Lloyd (che abitava nella vicina Graham Road).
Sul lato ovest della Town Hall Square vi è il municipio di Hackney (Hackney Town Hall). Questo edificio in pietra di Portland, costruito tra il 1934 e il 1937 e oggi monumento classificato di "grado II*", è fronteggiato da uno spazio aperto che si è venuto a formare quando l'antica sagrestia di Hackney del 1860 è stata demolita. Una nuova ala del municipio è in costruzione dietro l'edificio esistente.

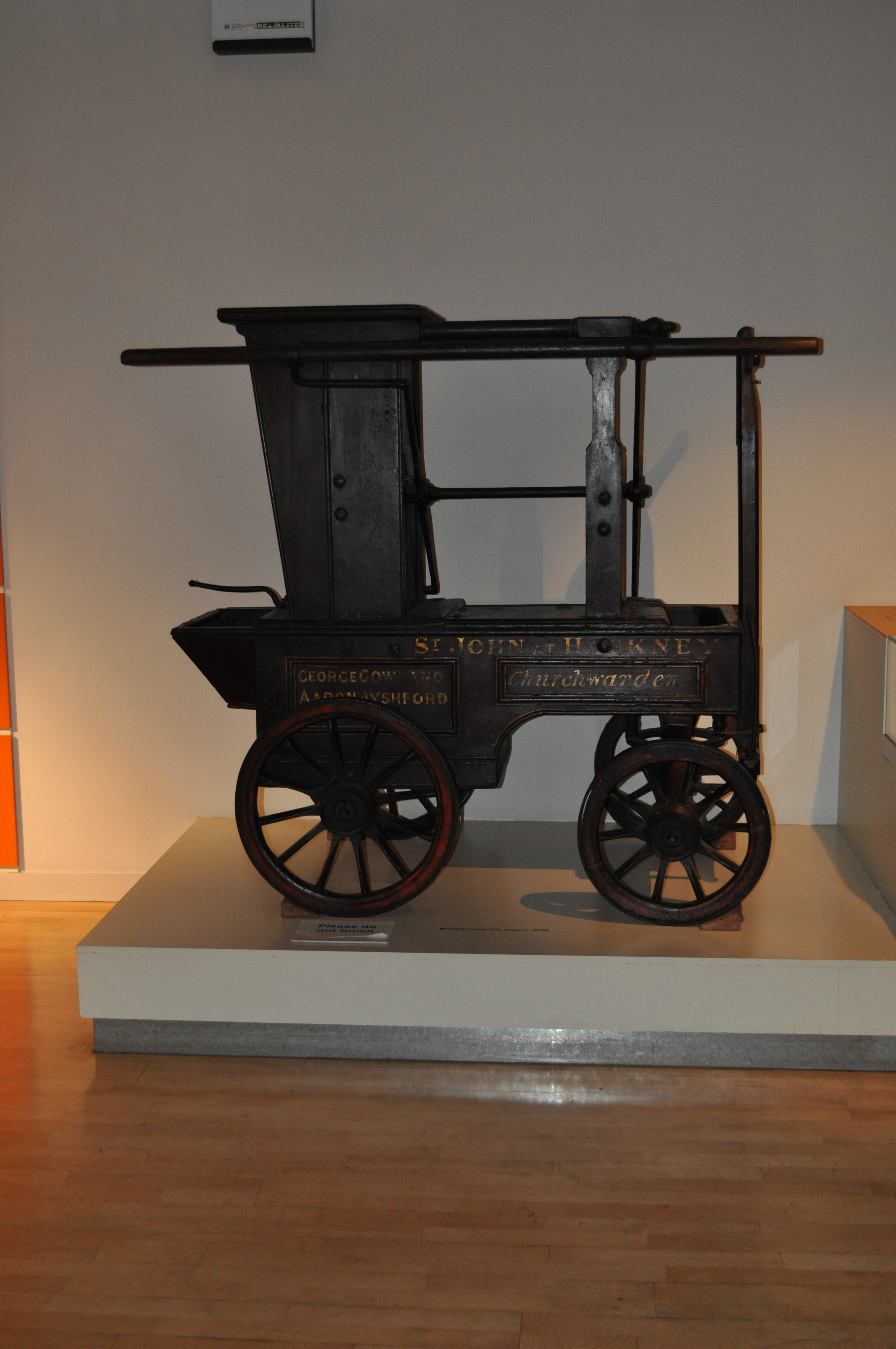
Il museo di Hackney contiene il primo modello di autopompa di Hackney

La parte meridionale dell piazza è occupata dal Learning and Technology Centre. Questo edificio del 2002 ospita la nuova biblioteca di Hackney Central, l'archivio di Hackney, il museo locale e gli uffici del Hackney Learning Trust.

### The Narroway
A nord del ponte ferroviario, Mare Street continua come The Narroway (originariamente conosciuta come Church Street).
Su questa strada, presso la torre di Sant'Agostino, monumento classificato di "grado I", si trova l'Old Town Hall (il vecchio municipio) costruito per servire la Parrocchia di Hackney nel 1802; oggi questo edificio è un negozio di scommesse. Sul lato est della strada vi sono i giardini della chiesa di St. John a cui, nel 2009, è stato concesso lo status di "patrimonio Bandiera Verde". All'interno dei giardini si trova la chiesa di St John-at-Hackney datata al 1792.

### Clapton Square
Clapton Square è piazza di Hackney Proper su cui si affacciano la chiesa tardo settecentesca di St. John-at-Hackney, una serie di edifici a schiera in tardo stile georgiano e i giardini di St. John. Questa piazza è, dal 1969 (ed estesa nel 1991 e nel 2000) una Conservation Area. Clapton Square si trova vicino al centro del borgo londinese di Hackney, in prossimità dell'incrocio di quattro storiche vie, Lower Clapton Road e Mare Street (che hanno direzione nord-sud) e Dalston Lane e Homerton High Street (che hanno direzione est-ovest).
Clapton Square possiede un'incantevole atmosfera da villaggio con le case di cinque piani con le originali lunette di piombo sopra le porte, pilastri, le cornici dei tetti, le finestre a ghigliottina, i balconi in ghisa ornamentali: l'atmosfera di questa piazza, usuale per altre proprietà in stile georgiano in più eleganti zone a sud-ovest di Londra, meno per la zona dell'East End, ha facilitato l'inclusione di Clapton Square come monumento classificato di Grade II.
Clapton Square era disposta sul Clapton Field nel 1816 ed è ancora un'area di verde in una zona particolarmente trafficata. Fu realizzata nel 1816 da cittadini abbienti, tra cui agenti commerciali dalla City, seguendo lo stile delle piazze georgiane e degli edifici a schiera del West End. Nel mezzo del giardino centrale della piazza si trova una fontana, costruita come dono da Howard Morley Esq. ai residenti di Hackney.
Essendo stati due lati della piazza demoliti nel tardo XIX secolo, oggi sono presenti case in stile georgiano sono solo sui lati nord e ovest.
Il lato est della piazza è stato distrutto dai bombardamenti della seconda guerra mondiale, ma ora è stato ricostruito con lo stesso stile georgiano da Furlong Homes.
Personalità di spicco legate a questa piazza sono:
- il rivoluzionario russo Lenin che era solito visitare, intorno al 1905, il suo amico e compagno Theodore Rothstein in una casa sul lato ovest;
- la scrittrice ebrea Grazia Aguilar che vissuto in un edificio di Clapton Square. A nord - est della piazza è di Holly Ville in Clapton Passage, che è una bella terrazza di finestre a bovindo ville vittoriane del 1882;
- nel complesso ho trascorso la mia vita più felice a Hackney quanto avessi mai fatto prima ha scritto Joseph Priestley uno dei più grandi scienziati inglesi che ha vissuto in una casa di Clapton Square, nel 1790, all'angolo con Lower Clapton Road. Egli, dopo essere stato cacciato dalla sua casa e laboratorio di Birmingham da una folla che gli si opponeva a causa del suo sostegno per la rivoluzione francese, è stato invitato ad Hackney per assumere la carica di ministro unitarianista presso la cappella Old Gravel Pit. Emigrò in America nel 1794 temendo una ripetizione di persecuzione della sua famiglia. Una targa segna il sito della sua casa sopra l'edificio (non originale) all'angolo della piazza con Lower Clapton Road;
- negli ultimi anni del XVIII secolo, nel cottage che si trova dietro la Priestley's house viveva Louisa Perina Courtauld, immigrata ugonotta designer di piatti d'oro, vedova dell'orafo Samuel Courtauld. Il loro figlio, Samuel Courtauld, fondò la dinastia Courtauld di seta e produttori di fibre artificiali e fondò l'Istituto d'arte Courtauld che ora ha sede nella Somerset House.

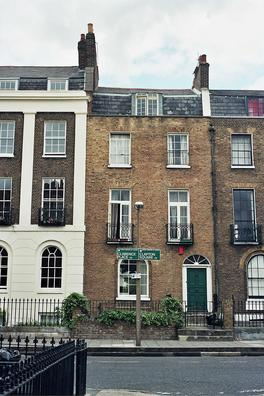
Clapton Square, 3
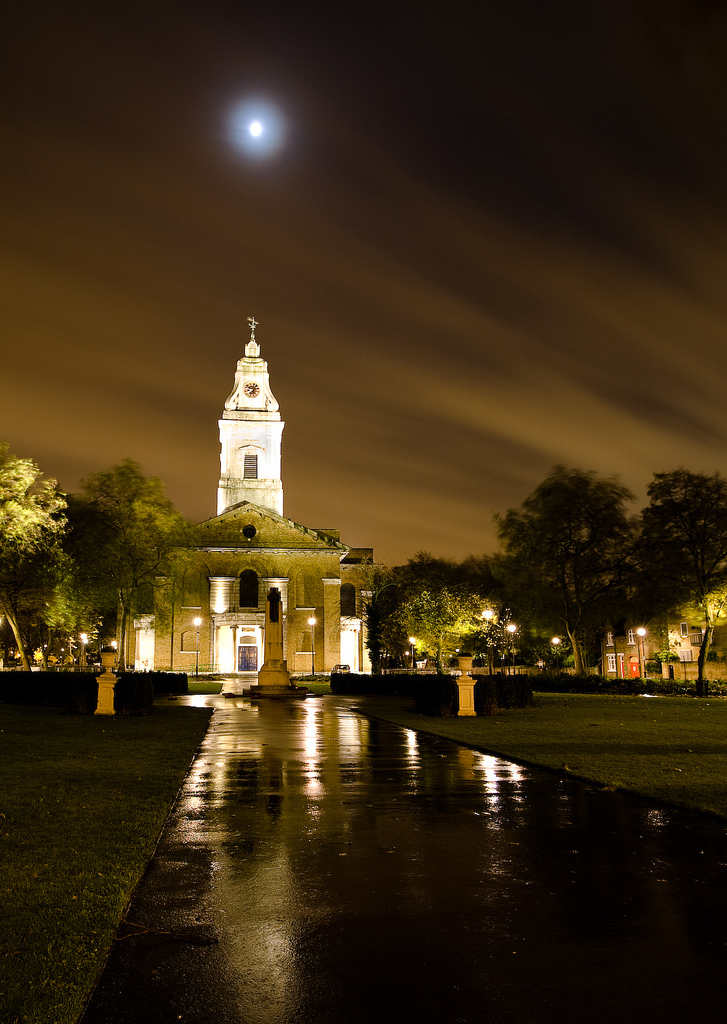
Chiesa di St. John-at-Hackney di notte
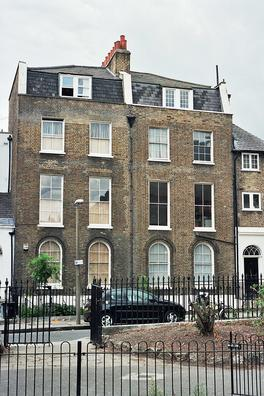
Clapton Square, 5
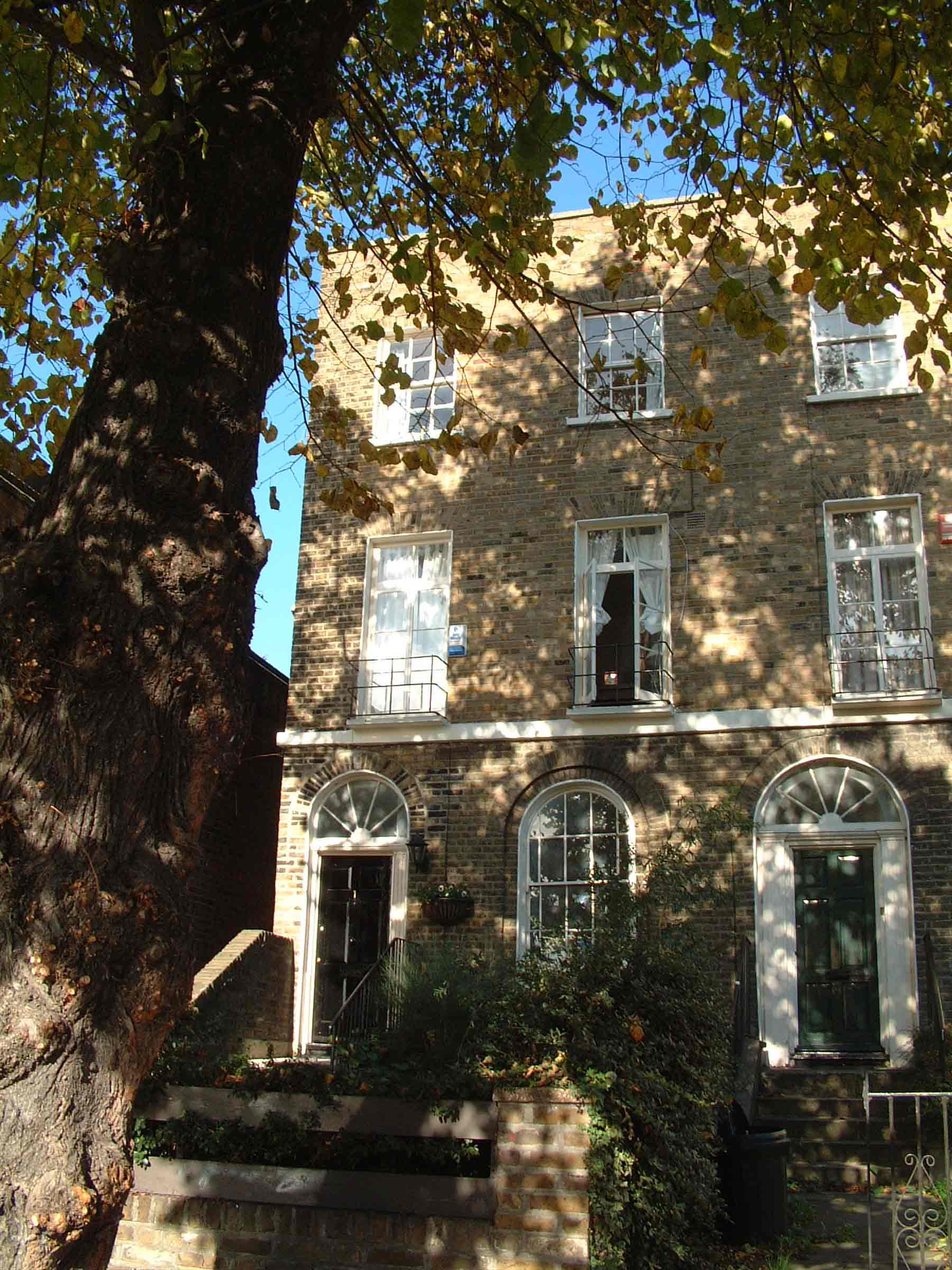
Clarence Place, una via attigua a Clapton Square, inclusa nella conservation area
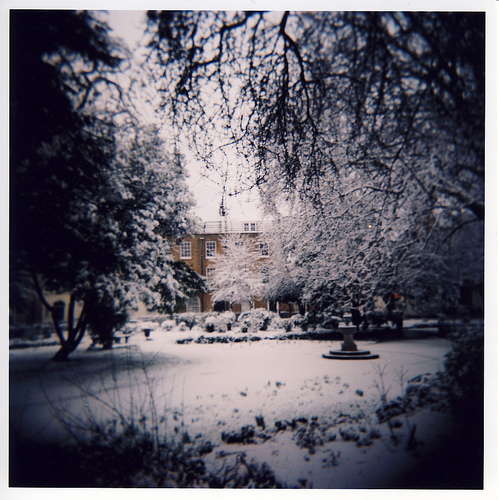
Giardino di Clapton Square innevato. Sullo sfondo, Clapton Square, 66
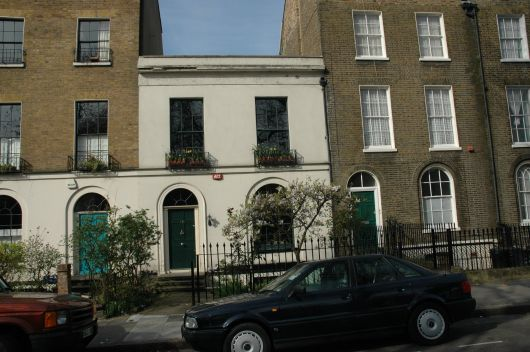
Clapton Square, 182
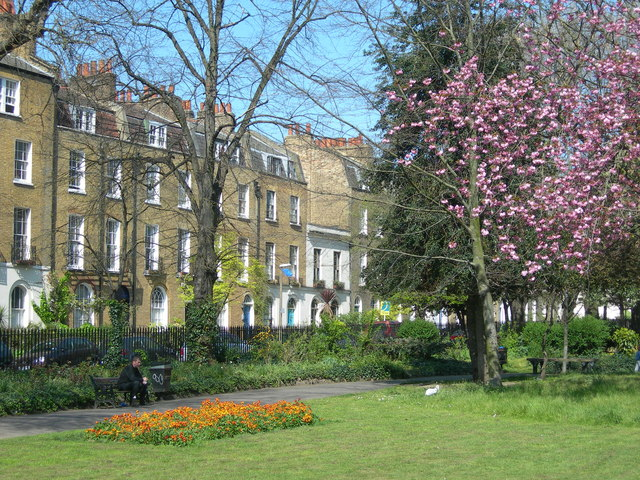
Clapton Square, 77
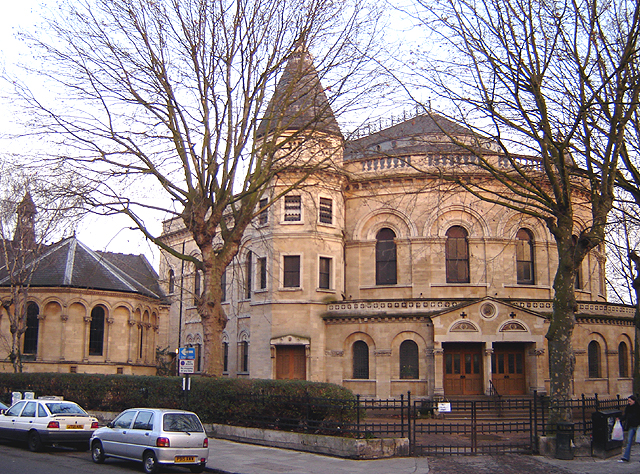
Cappella circolare inclusa nella conservation area

## Economia
L'economia di Hackney Central è prevalentemente legata al settore terziario.
Ad Hackney Central si trovano varie aree commerciali come Narrow Way (già Church Street) e Morning Lane (già Money Lane) che ospita un grande supermercato Tesco.
È proprio ad Hackney, da una bancarella del mercato di Well Street, che, nel 1919, Jack Cohen ha fondato Tesco, catena di supermercati che oggi ha centri commerciali in tre continenti.
Nel 2011, il sito di Tesco in Hackney è stato sottoposto a progetti di consultazione di pianificazione che ha previsto un centro commerciale multi-piano (con parcheggio sottostante e l'alloggiamento sopra).
Morning Lane ospita anche un'ex fabbrica Burberry, oggi aperta come "factory outlet" che viene considerato come attrazione turistica più visitata di Hackney.
I principali datori di lavoro locali sono il consiglio municipale e la NHS presso l'Homerton University Hospital; ad Hackney sono presenti anche due garage di proprietà di London Transport, uno lungo la Narroway, l'altro a circa 1 miglio a sud presso Ash Grove.
Tra Ash Grove e London Fields è presente una piccola zona industriale.

## Infrastrutture e trasporti

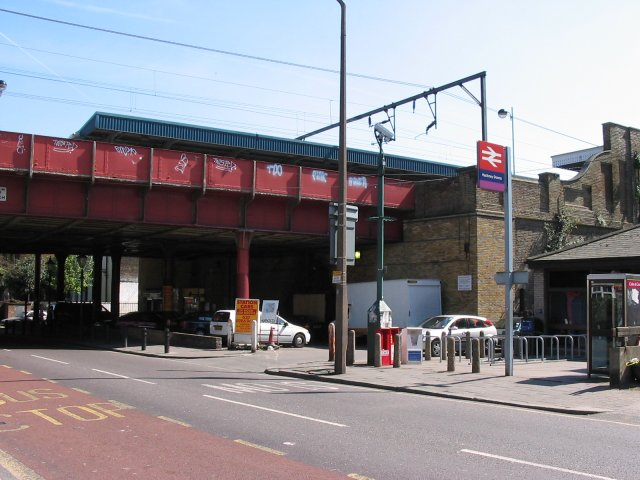
Stazione di Hackney Downs

Dalla stazione ferroviaria di Hackney Downs, Hackney Central è collegata con frequenti treni alla stazione di Liverpool Street, nella città di Londra, dalla quale dista 2 miglia (3,2 km).
La stazione di Hackney Central è una stazione della London Overground (North London Line) con treni diretti a ovest verso Richmond (via Dalston Kingsland) e treni diretti a est verso Stratford (via Homerton).
Le linee 30, 38, 48, 55, 106, 236 (24h), 242 (24h), 253, 254, 276, 277 (24h), 394, D6 e W15 servono il quartiere di giorno, mentre le linee N38, N55 e N253 e le linee 24-ore servono Hackney Central di notte.